# Diosma aspalathoides
Diosma aspalathoides là một loài thực vật có hoa trong họ Cửu lý hương. Loài này được Lam. mô tả khoa học đầu tiên năm 1786.